# Rhipsalis teres f. heteroclada
A Rhipsalis teres f. heteroclada egy kultúrában gyakran tartott epifita kaktusz.

## Jellemzői
Vékony hajtású csüngő epifita, hajtásai zöldek vagy – különösen az areolák környékén – bordó színezetűek, kultúrában gyakran felegyenesedők. Ágai szétálló csoportokat képeznek az öregebb szegmensek csúcsain, sokkal rövidebbek a fő hajtásnál, 1–2 mm átmérőjűek. Areolái kicsik, egyetlen sertét hordoznak. Zöldesfehér kicsiny virágai 5 szirmúak, 20 porzósak, bibéje 3 stigmalobust hordoz, pericarpiuma zöld, 2 mm hosszú. Termése gömbölyű fehér bogyó, átmérője 5–6 mm.

## Elterjedése
Brazília, az alapfajéval vélhetően megegyezik.